# هانغ هوانغ
هانغ هوانغ (بالإنجليزية: Hung Huang)‏ هي كاتبة سير ذاتية وممثلة أمريكية، ولدت في 1962 في بكين في الصين.